# Bajkonur
Bajkonur (kaz. Байқоңыр, ros. Байконур) – założony w 1955 r. kosmodrom ulokowany na terenie Kazachstanu. Miejsce startów statków kosmicznych. Kosmodrom Bajkonur jest najstarszym i największym tego typu obiektem na świecie.

## Obiekt
Kosmodrom znajduje się na obszarze o wymiarach 75 na 90 kilometrów, zaś na jego terenie ulokowane jest 11 kompleksów montażowych, 9 startowych oraz dwa lotniska. Na początku był to poligon doświadczalny  dla  radzieckiego programu międzykontynentalnej rakiety  balistycznej.
Bajkonur to również nazwa kazachskiej wioski odległej kilkaset kilometrów od kosmodromu – po locie Gagarina była ona podawana przez ZSRR jako rzekoma lokalizacja kompleksu. W wiosce tej wystawiane były wówczas, dla utrzymania pozorów i zmylenia amerykańskiego wywiadu, makiety rakiet. Prawdziwy kosmodrom znajduje się w okolicy miejscowości Töretam (Tiuratam), a jego oficjalna nazwa to 5-GIK „Bajkonur”. Okolica Töretam posiadała idealne warunki dla lokalizacji kosmodromu: jest położona z daleka od większych osiedli miejskich, ale jednocześnie z dostępem do cywilizacji dzięki pobliskiej magistrali kolejowej relacji Moskwa-Taszkent. Dodatkowo posiada łatwy dostęp do bieżącej wody dzięki pobliskiemu Jezioru Aralskiemu i rzece Syr-darii.
W pobliżu, w maju 1955 rozpoczęto budowę osady dla pracowników kosmodromu i ich rodzin. Nosiła ona różne nazwy – Taszkent-90, Tiura-Tam, Zarja, Zwiezdograd, a od 1958 Leninsk. W 1966 uzyskała prawa miejskie, a w 1995 przemianowano ją na Bajkonur.

### Czynne kompleksy startowe
- Kompleks startowy nr 1 – rakiety z rodziny R7.
- Kompleks startowy nr 31 – rakiety z rodziny R7.
- Kompleks startowy nr 45 – rakiety z rodziny Zenit.
- Kompleks startowy nr 81 – rakiety z rodziny Proton.
- Kompleks startowy nr 109 – rakiety Dniepr.
- Kompleks startowy nr 200 – rakiety z rodziny Proton.
- Kompleks startowy nr 250 – dawniej rakiety Energia, przeznaczony dla rakiet Angara.

## Własność i kwestie finansowe

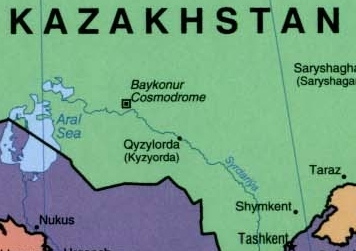
Położenie kosmodromu

28 marca 1994 roku Rosja podpisała z Kazachstanem dwudziestoletnią umowę dzierżawczą dotyczącą Bajkonuru. W jej ramach Rosja płaci rocznie 115 milionów dolarów w zamian za możliwość korzystania z centrum kosmicznego. Jednak w 2002 r. rosyjski dziennik Niezawisimaja Gazieta opublikował informację, iż Rosja w najbliższych latach będzie z przyczyn ekonomicznych rezygnować z bajkonurskiego kosmodromu na rzecz kompleksu w Plesiecku.
Kazachstan z czasem zaczął naciskać na Rosję o zmianę warunków dzierżawy, co zaowocowało podpisaniem w 2004 nowej umowy o warunkach korzystania z kosmodromu.
Rosja zarządza również kosmodromami znajdującymi się na jej własnym terytorium: Kapustin Jar, Plesieck i Swobodny (baza lekkich rakiet). Obecnie budowany jest nowy Kosmodrom Wostoczny w pobliżu miast Ciołkowski i Swobodny (Obwód amurski), pierwsze satelity zostały wystrzelone z nowej bazy w 2016 roku, a loty załogowe mają rozpocząć się w 2023 roku.

## Ważne daty
- styczeń 1955 – pierwsi robotnicy przybywają na teren budowy;
- 2 lutego 1955 – dostarczenie pierwszych elementów konstrukcyjnych[4];
- 12 lutego 1955 – Rada Ministrów ZSRR wydaje dekret o budowie poligonu naukowo-badawczego Ministerstwa Obrony ZSRR (NIIP-5)[3];
- 2 czerwca 1955 – oficjalna data założenia kosmodromu;
- 21 sierpnia 1957 – pierwszy start z kosmodromu – rakietowy pocisk balistyczny R-7[1];
- 4 października 1957, godz. 19:28 GMT – z Bajkonuru zostaje wystrzelony za pomocą rakiety R-7 pierwszy sztuczny satelita – Sputnik 1;
- 3 listopada 1957 – start Sputnika 2 z Łajką (a właściwie Kudriawką) na pokładzie;
- 2 stycznia 1959 – startuje Łuna 1, pierwsza sonda osiągająca drugą prędkość kosmiczną;
- 12 września 1959 – start Łuny 2, pierwszej sondy, która dotarła na Księżyc (gdzie rozbiła się w trakcie lądowania);
- 4 października 1959 – lot Łuny 3, która jako pierwsza wykonuje zdjęcia niewidocznej strony Księżyca;
- 19 sierpnia 1960 – z Bajkonuru zostaje wystrzelony satelita Sputnik 5 ze zwierzętami i roślinami na pokładzie – satelita ten powraca później na Ziemię; jest to pierwszy udany test pojazdów typu Wostok;
- 24 października 1960 – w trakcie przygotowywania rakiety R-16 zbyt wcześnie zostaje uruchomiony jeden z silników i w wyniku zapłonu paliwa następuje eksplozja; w katastrofie ginie 126 osób. Wypadek ten określany jest mianem katastrofy na Bajkonurze lub katastrofy Niedielina[5];
- 12 lutego 1961 – zostaje wystrzelona Wenera 1 – pierwsza sonda lecąca w stronę Wenus;
- 12 kwietnia 1961 – z kompleksu startuje Wostok 1 z Jurijem Gagarinem na pokładzie; jest to pierwszy lot człowieka w kosmos;
- 6 sierpnia 1961 – na statku Wostok 2 wykonany zostaje przez Giermana Titowa drugi lot człowieka w kosmos, jest to jednocześnie pierwszy całodobowy pobyt człowieka w kosmosie i pierwszy lot, po którym zaobserwowano chorobę kosmiczną;
- 16 czerwca 1963 – startuje Wostok 6, na jego pokładzie znajduje się pierwsza kobieta-kosmonautka – Walentina Tierieszkowa;
- 24 października 1963 – pożar w silosie, ginie 8 osób;
- 12 września 1970 – startuje Łuna 16 – sonda, która pobrała próbki gruntu Księżyca i wróciła na Ziemię;
- 10 listopada 1970 – start Łuny 17 z łazikiem Łunochod 1, pierwszym pojazdem samobieżnym lądującym na innym ciele niebieskim;
- 27 czerwca 1978 – start ekspedycji Sojuz 30, w skład której wchodził Polak, Mirosław Hermaszewski;
- 19 lutego 1986 – rakieta Proton wynosi na orbitę moduł bazowy stacji Mir;
- 15 listopada 1988 – rakieta Energia wynosi w przestrzeń kosmiczną bezzałogowy wahadłowiec wielokrotnego użytku Buran (mimo udanego powrotu na Ziemię, wahadłowiec nie wystartował ponownie z powodu skasowania całego programu radzieckich wahadłowców);
- 20 listopada 1998 – pierwszy moduł Międzynarodowej Stacji Kosmicznej: Zaria zostaje wyniesiony rakietą Proton K;
- 12 maja 2002 – hala budynku MIK ulega zniszczeniu po zawaleniu się dachu. Życie traci 8 osób remontujących dach, a prom Buran i rakieta nośna Energia zostają zniszczone w takim stopniu, że zostają zezłomowane. Śledztwo wykazuje, że przyczyną jest nasiąknięcie wodą dachu oraz dodatkowe obciążenie go w czasie remontu 10 tonami materiałów budowlanych.

Pierwsza katastrofa w Bajkonurze miała miejsce w roku 1960, druga w 1963. Na znak żałoby nie planuje się startów rakiet w dniu 24 października.
- Do roku 2005 z Bajkonuru wystartowało ponad 1200 rakiet kosmicznych oraz około 2000 międzykontynentalnych rakiet balistycznych[7].